# Dave Hanson (homme politique)
David Hanson  (né en 1960 ou 1961) est un homme politique canadien, membre du Parti conservateur uni.
De 2015 à 2023, il est élu à l'Assemblée législative de l'Alberta représentant la circonscription du Lac La Biche-Saint-Paul-Two Hills puis celle de Bonnyville–Cold Lake–Saint-Paul.

## Résultats Électoraux
| Élections générales albertaines de 2015: Lac La Biche-Saint-Paul-Two Hills | Élections générales albertaines de 2015: Lac La Biche-Saint-Paul-Two Hills | Élections générales albertaines de 2015: Lac La Biche-Saint-Paul-Two Hills | Élections générales albertaines de 2015: Lac La Biche-Saint-Paul-Two Hills | Élections générales albertaines de 2015: Lac La Biche-Saint-Paul-Two Hills | Élections générales albertaines de 2015: Lac La Biche-Saint-Paul-Two Hills |
| Parti                                                                      | Parti                                                                      | Candidat                                                                   | Voix                                                                       | %                                                                          | ± %                                                                        |
| -------------------------------------------------------------------------- | -------------------------------------------------------------------------- | -------------------------------------------------------------------------- | -------------------------------------------------------------------------- | -------------------------------------------------------------------------- | -------------------------------------------------------------------------- |
|                                                                            | Wildrose                                                                   | Dave Hanson                                                                | 4 760                                                                      | 38,65 %                                                                    | -7,91 %                                                                    |
|                                                                            | Néo-démocrate                                                              | Catherine Harder                                                           | 4 213                                                                      | 34,21 %                                                                    | +28,68 %                                                                   |
|                                                                            | Progressiste-Conservateur                                                  | Darrell Younghans                                                          | 3 002                                                                      | 24,38 %                                                                    | -18,02 %                                                                   |
|                                                                            | Vert                                                                       | Brian Deheer                                                               | 340                                                                        | 2,76 %                                                                     |                                                                            |
| Total                                                                      | Total                                                                      | Total                                                                      | 12 315                                                                     | 100,00 %                                                                   |                                                                            |